# لودويغ إوهلاند
لودويغ إوهلاند (بالألمانية: Ludwig Uhland )‏ (و. 1787 – 1862 م) هو لغوي، وشاعر، وكاتب، وسياسي، ومحامي، ومؤرخ أدبي، وأستاذ جامعي، وشاعر قانوني ‏، من ألمانيا، ولد في توبينغن، وكان عضوًا في الأكاديمية البروسية للعلوم، توفي في توبينغن، عن عمر يناهز 75 عاماً.

## مناصب
تولى منصب عضو برلمان فرانكفورت.

## التعليم
تعلم في جامعة توبنغن.

## مناصب وهيئات
أدار جامعة توبنغن.

## روابط خارجية
- لودويغ إوهلاند على موقع الموسوعة البريطانية (الإنجليزية)
- لودويغ إوهلاند على موقع ميوزك برينز (الإنجليزية)
- لودويغ إوهلاند على موقع ديسكوغز (الإنجليزية)